# Viola beckwithii
Viola beckwithii Torr. & A.Gray – gatunek roślin z rodziny fiołkowatych (Violaceae). Występuje naturalnie w Stanach Zjednoczonych – w Kalifornii, Nevadzie, Utah, Idaho i Oregonie. 

## Morfologia

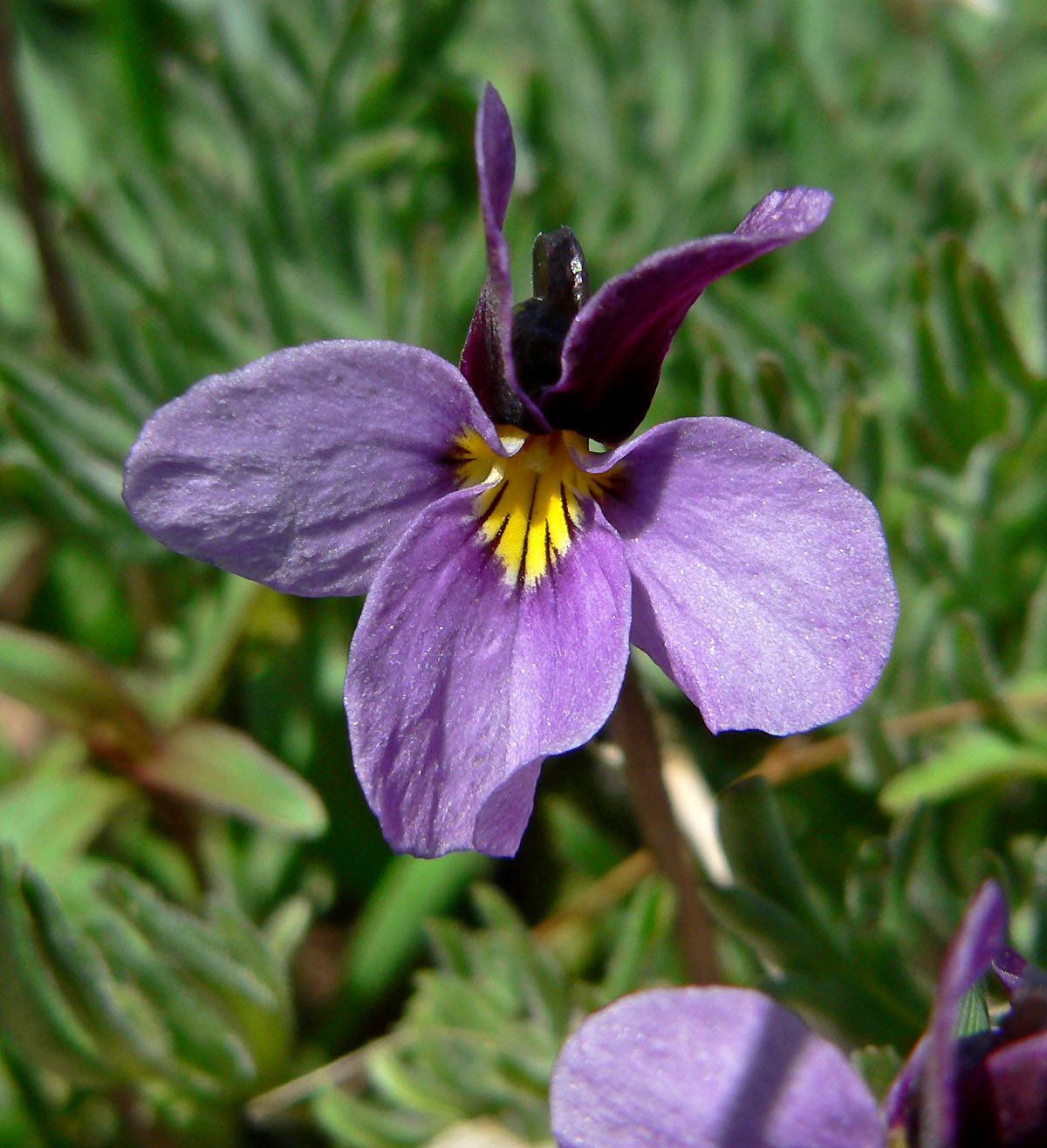
Kwiat

PokrójBylina dorastająca do 2–20 cm wysokości, tworzy kłącza.
LiścieBlaszka liściowa ma kształt od owalnego do deltoidalnego, jest pierzasto-dzielna, złożona z podługowatych, eliptycznych lub lancetowatych klapek. Mierzy 1–5 cm długości oraz 1,5–4,5 cm szerokości, jest karbowana na brzegu, ma sercowatą nasadę i ostry lub tępy wierzchołek. Ogonek liściowy jest owłosiony i ma 2–10,5 cm długości. Przylistki są równowąsko lancetowate.
KwiatyPojedyncze, wyrastające z kątów pędów. Mają działki kielicha o lancetowatym kształcie. Płatki są odwrotnie jajowate i mają fioletową lub purpurową barwę, płatek przedni jest owalny, mierzy 10-22 mm długości, z żółtymi żyłkami, wyposażony w żółtawą ostrogę o długości 1-2 mm.
OwoceTorebki mierzące 7-12 mm długości, o podługowato jajowatym kształcie.

## Biologia i ekologia
Rośnie w lasach sosnowych oraz zaroślach. Występuje na wysokości od 900 do 2700 m n.p.m.